# Javed Ali
Javed Ali (Hindi: जावेद अली, Urdu: جاوید علی; n. 1982 en Nueva Delhi) es un cantante de playback indio, que ha interpretado temas musicales para el cine hindi desde el 2000. En 2007 Ali, lanzó su próximo sencillo titulado "Ek Din Teri Raahon Mein", que fue interpretado para una película titulada "Naqaab" y posteriormente su próximo tema musical titulado "Jashn-e-Bahaaran", fue interpretado para la película "Jodhaa Akbar" (2008). Como cantante de playback ha interpretado temas musicales cantados en hindi, bengalí, kannada, tamil y telugu. Además fue juez de un programa de telerrealidad, llamado "Sa Re Ga Ma Pa Li'l Champs" en 2011, difundida por la red televisiva de Zee TV.

## Discografía
| Año  | Canción                            | Película                           | Idioma    | Director de música |
| ---- | ---------------------------------- | ---------------------------------- | --------- | --- |
| 2000 | Chori Chori Aankh                  | Beti No. 1                         | Hindi     | Viju Shah |
| 2001 | A Ding Dang Do                     | Paagalpan                          | Hindi     | Raju Singh |
| 2003 | Ab Ghar Aaja                       | Haasil                             | Hindi     | Jatin Lalit |
| 2004 | Bhigee Hui Koi                     | Chameli                            | Hindi     | Sandesh Shandilya |
| 2004 | Baat Samjha Karo                   | Kyun...! Ho Gaya Na                | Hindi     | Shankar-Ehsaan-Loy |
| 2005 | Kajra Re                           | Bunty Aur Babli                    | Hindi     | Shankar-Ehsaan-Loy |
| 2005 | Sajna Angana Aayo Re               | Dil Jo Bhi Kahey...                | Hindi     | Shankar-Ehsaan-Loy |
| 2005 | Akh Ladiye                         | Neal 'N' Nikki                     | Hindi     | Salim-Sulaiman |
| 2006 | Rehja Re                           | Golmaal                            | Hindi     | Vishal-Shekhar |
| 2006 | Meri Dhoop Hai Tu                  | Zindaggi Rocks                     | Hindi     | Anu Malik |
| 2007 | Nagada Nagada                      | Jab We Met                         | Hindi     | Pritam |
| 2007 | Ek Din Teri Raahon                 | Naqaab                             | Hindi     | Pritam |
| 2008 | Jashn-E-Bahaara                    | Jodhaa Akbar                       | Hindi     | A. R. Rahman (Winner: Tata Indicom Mirchi Music Award for Male Vocalist of The Year, IIFA Award for Best Male Playback) |
| 2008 | Yaar Mera Dildaara                 | Mission Istanbul                   | Hindi     | Anu Malik |
| 2008 | Bekali                             | A Wednesday                        | Hindi     | Sanjoy Chowdhury |
| 2008 | Tu Muskura                         | Yuvvraaj                           | Hindi     | A. R. Rahman |
| 2008 | Guzarish                           | Ghajini                            | Hindi     | A. R. Rahman |
| 2009 | Arziyan                            | Delhi-6                            | Hindi     | A. R. Rahman |
| 2009 | Tanemando                          | Ganesh                             | Telugu    | Mickey J Meyer |
| 2009 | Tu Hi Haqeeqat, Tum Mile (Reprise) | Tum Mile                           | Hindi     | Pritam |
| 2009 | Aa Jao Meri Tamanna                | Ajab Prem Ki Ghazab Kahani         | Hindi     | Pritam |
| 2009 | Tu Hi Meri                         | Prem Kaa Game                      | Hindi     | Pritam |
| 2009 | Gale Lag Ja                        | De Dana Dan                        | Hindi     | Pritam |
| 2010 | Suraj Hai Chanda Hai               | Sivaji                             | Hindi     | A. R. Rahman |
| 2010 | Ranjha Ranjha                      | Raavan                             | Hindi     | A. R. Rahman |
| 2010 | Sauda Hai                          | Aakrosh                            | Hindi     | Pritam |
| 2010 | Kadhi Kadhi                        | Irada Pakka                        | Marathi   | Nilesh Moharir |
| 2010 | Maham Maye                         | Komaram Puli                       | Telugu    | A. R. Rahman |
| 2010 | Mayya Yashoda                      | Jhootha Hi Sahi                    | Hindi     | A. R. Rahman |
| 2010 | Jeetoge Tum                        | Toonpur Ka Superrhero              | Hindi     | Anu Malik |
| 2011 | Tinku Jiya                         | Yamla Pagla Deewana                | Hindi     | Pyarelal, Sukshinder Shinda, RDB, Nouman Javaid, Anu Malik, Sandesh Shandilya, Rahul Seth, Sanjoy Chowdhary             |
| 2011 | Aakasam Lo Oka Thara               | Seema Tapakai                      | Telugu    | Vandemataram Srinivas                                                                                                   |
| 2011 | Adagaku NannemiNinnu Choosina      | Bezawada                           | Telugu    | Vikram Negi, Bapitutul, Amar Mohile, Pradeep Koneru, Prem                                                               |
| 2011 | Dil Dar-Ba-Dar                     | Yeh Saali Zindagi                  | Hindi     | Nishat Khan |
| 2011 | Ishq Tere Jalwe                    | Yeh Saali Zindagi                  | Hindi     | Nishat Khan |
| 2011 | Kaise Kahein Alvida                | Yeh Saali Zindagi                  | Hindi     | Nishat Khan |
| 2011 | Sararara (II)                      | Yeh Saali Zindagi                  | Hindi     | Nishat Khan |
| 2011 | Evo Pichi veshalu                  | Wanted                             | Telugu    | Chakri |
| 2011 | Surro Surra                        | Shakti                             | Telugu    | Mani Sharma |
| 2011 | Chupi Chupi Bele Bele              | Most wanted                        | Oriya     | Goodly Rath |
| 2011 | Kun Faya Kun                       | Rockstar                           | Hindi     | A. R. Rahman |
| 2011 | Dil Ke Liye                        | Ghost                              | Hindi     | Sharib Toshi |
| 2011 | Iss Pyaar Ko Kya Naam Doon         | Iss Pyaar Ko Kya Naam Doon         | Hindi     | Sadhana Sargam |
| 2012 | Jhalkiyan                          | Kaafiron Ki Namaaz                 | Hindi     | Advait Nemlekar |
| 2012 | Gamanava                           | Chingaari                          | Kannada   | V. Harikrishna |
| 2012 | Neeli Neeli                        | Alemaari                           | Kannada   | Arjun Janya |
| 2012 | Alibaba                            | Nippu                              | Telugu    | S. Thaman |
| 2012 | Why For I Do Feel You              | Balunga Toka                       | Oriya     | Goodly Rath |
| 2012 | Ishaqzaade                         | Ishaqzaade                         | Hindi     | Amit Trivedi |
| 2012 | Deewana Kar Raha Hai               | Raaz 3                             | Hindi     | Rashid Khan |
| 2012 | Kareeb Aa Jao                      | Teri Meri Kahaani                  | Hindi     | Sajid-Wajid |
| 2012 | Aakar tere kareeb                  | Ammaa ki boli                      | Hindi     | |
| 2012 | Jab Tak Hai Jaan                   | Jab Tak Hai Jaan                   | Hindi     | A.R Rahman |
| 2012 | Raccha Rambola                     | Sarocharu                          | Telugu    | Devi Sri Prasad |
| 2013 | Tum Tak                            | Raanjhanaa                         | Hindi     | A.R Rahman |
| 2013 | Tayyab Ali, Chugliaan              | Once Upon a Time in Mumbaai Dobara | Hindi     | Pritam, Laxmikant-Pyarelal                                                                                              |
| 2013 | Mutasir                            | Karle Pyaar Karle                  | Hindi     | Rashid Khan |
| 2014 | Mere Maula Sun                     | Don't quit... youngistan           | Hindi     | Robby Badal |
| 2014 | Jashn-E-Ishqa                      | Gunday                             | Hindi     | Sohail Sen |
| 2014 | Mann Kunto Maula                   | Gunday                             | Bengalí   | Sohail Sen |
| 2014 | Galat Baat Hai                     | Main Tera Hero                     | Hindi     | Sajid-Wajid |
| 2014 | Allahu Akbar                       | Gangster                           | Malayalam | Deepak Dev |
| 2014 | Daawat-e-Ishq                      | Daawat-e-Ishq                      | Hindi     | Sajid-Wajid |
| 2014 | AA RE AA                           | The System                         | Pakistaní | Shailesh Suwarna |

### Canciones en Tamil
| Año  | Película                      | Canción               | Composición         | Co-intérprete(s)               |
| ---- | ----------------------------- | --------------------- | ------------------- | ------------------------------ |
| 2009 | Vaamanan                      | "Yedho Seigiraai"     | Yuvan Shankar Raja  | Sowmya Raoh                    |
| 2009 | Kunguma Poovum Konjum Puravum | "Chinnan Sirisuga"    | Yuvan Shankar Raja  | Bela Shende                    |
| 2009 | Sarvam                        | "Siragugal"           | Yuvan Shankar Raja  | Madhushree                     |
| 2010 | Naan Mahaan Alla              | "Oru Maalai Neram"    | Yuvan Shankar Raja  | Shilpa Rao                     |
| 2010 | Thambikku Indha Ooru          | "Mudhal Pen Niyae"    | Dharan Kumar        | Sindhu                         |
| 2010 | Enthiran                      | "Kilimanjaro"         | A. R. Rahman        | Chinmayi                       |
| 2011 | Rajapattai                    | "Paniye Panipoove"    | Yuvan Shankar Raja  | Renu                           |
| 2012 | Nanban                        | "Irukkaannaa"         | Harris Jayaraj      | Vijay Prakash, Sunidhi Chauhan |
| 2012 | Thadaiyara Thaakka            | "Kalangal"            | S. Thaman           | Chinmayi                       |
| 2012 | Manam Kothi Paravai           | "Po Po Po"            | D. Imman            | Solo                           |
| 2012 | Maattrraan                    | "Kaal Mulaitha Poove" | Harris Jayaraj      | Mahalakshmi Iyer               |
| 2012 | Thuppakki                     | "Alaikaa Laikaa"      | Harris Jayaraj      | Sayanora Philip                |
| 2012 | Aadhalal Kadhal Seiveer       | "Thappu Thanda"       | Yuvan Shankar Raja  | Bhavatharini                   |
| 2012 | Alex Pandian                  | "Rayya Rayya"         | Devi Sri Prasad     | Ranina Reddy                   |
| 2013 | Ambikapathy                   | "Oliyaaga Vandhaai"   | A. R. Rahman        | K.M.M.C. Sufi Ensemble         |
| 2013 | Maryan                        | "Sonapareeya"         | A. R. Rahman        | Haricharan, Nakash Aziz        |
| 2013 | Singam II                     | "Kannukulle"          | Devi Sri Prasad     | Priya Himesh                   |
| 2013 | All in All Azhagu Raja        | "Orae Oru"            | S. Thaman           | Solo                           |
| 2014 | Nimirndhu Nil                 | "Kadhal Nergayil"     | G. V. Prakash Kumar | G. V. Prakash Kumar, Sasha     |